# Hieracium sect. Thapsoidea
La sezione  Hieracium sect. Thapsoidea    (Arv.-Touv.) Belli è una sezione di piante angiosperme dicotiledoni del genere Hieracium della famiglia delle Asteraceae.

## Etimologia
Il nome del genere deriva dalla parola greca hierax o hierakion (= sparviere, falco). Il nome del genere è stato dato inizialmente dal botanico francese Joseph Pitton de Tournefort (1656 - 1708) rifacendosi probabilmente ad alcuni scritti del naturalista romano Gaio Plinio Secondo (23 - 79) nei quali, secondo la tradizione, i rapaci si servivano di questa pianta per irrobustire la loro vista.
Il nome scientifico della sezione è stato definito dai botanici Jean Maurice Casimir Arvet-Touvet (1841-1913) e Carlo Saverio Belli (1852-1919).

## Descrizione
Habitus. La forma biologica prevalente è emicriptofita scaposa (H scap), ossia in generale sono piante erbacee (e aromatiche), a ciclo biologico perenne, con gemme svernanti al livello del suolo e protette dalla lettiera o dalla neve, inoltre spesso hanno l'asse fiorale eretto e privo di foglie (piante scapose), oppure le foglie basali sono assenti alla fioritura. Queste piante sono anche provviste di lattice (i vasi latticiferi sono anastomizzati), ma sono prive di stoloni; inoltre i peli ghiandolari sono scarsi, più comuni sono quelli semplici dentati e piumosi (ma non feltriformi). Il tipo delle piante è variabile da hypofillopode fino a fillopode.
Radici. Le radici sono secondarie da rizoma.
Fusto. La parte aerea del fusto è eretta o ascendente, robusta colorata da rosso-violaceo (alla base) e verde-chiaro (all'apice). La superficie può essere sia glabra che pelosa. Le piante di questo genere possono raggiungere un'altezza massima di 5 dm (raramente raggiungono i 7 dm). La parte sotterranea spesso è un fittone.
Foglie. Le foglie si dividono in basali e cauline disposte in modo alternato. Le foglie basali (da assenti a 3) sono più o meno picciolate con forme da ampiamente lanceolate fino a strettamente obovate. Le foglie cauline, da 3 a 8, hanno delle forme da ampiamente a strettamente ellittiche con base da arrotondata a semiamplessicaule. Il colore verde delle foglie è sempre visibile.
Infiorescenza. Le infiorescenze, di tipo corimboso, panicolato o recemiforme, sono composte da uno o più capolini quasi sempre peduncolati. I capolini sono formati da un involucro composto da diverse brattee (o squame) disposte su 2 serie in modo embricato, all'interno delle quali un ricettacolo fa da base ai fiori tutti ligulati. L'involucro ha delle forme semiellissoidi. Le brattee si dividono in esterne (non sempre presenti) e interne; quelle esterne (formano quasi un calice) sono da poche a una dozzina con forme da deltate a lanceolate o lineari; quelle interne possono arrivare a due dozzine ed hanno delle forme lineari-lanceolate con margini scariosi e apici acuminati con forme ottuse. Il ricettacolo è nudo, ossia senza pagliette a protezione della base dei fiori.
Fiori. I fiori (da 6 a 150) sono tutti del tipo ligulato, tetra-ciclici (ossia sono presenti 4 verticilli: calice – corolla – androceo – gineceo) e pentameri (ogni verticillo ha 5 elementi). I fiori sono inoltre ermafroditi e zigomorfi. In alcuni casi i fiori femminili sono "stilosi".
- Formula fiorale:

*/x K {\displaystyle \infty }, [C (5), A (5)], G 2 (infero), achenio
- Calice: i sepali del calice sono ridotti ad una coroncina di squame.
- Corolla: le corolle sono formate da un tubo e da una ligula terminante con 5 denti; il colore è giallo. Le ligule sono lunghe oltre l'involucro e spesso sono cigliate.
- Androceo: gli stami sono 5 con filamenti liberi, mentre le antere sono saldate in un manicotto (o tubo) circondante lo stilo.[15] Le antere alla base sono acute. Il polline è tricolporato.[16]
- Gineceo: lo stilo è giallo (o più o meno scuro), è filiforme e peloso sul lato inferiore; gli stigmi dello stilo sono due divergenti. L'ovario è infero uniloculare formato da 2 carpelli. La superficie stigmatica è posizionata internamente (vicino alla base).[17]

Frutti. I frutti sono degli acheni con pappo. Gli acheni sono scuri a forma colonnare-obconica (o più o meno cilindrica) e sono ristretti alla base (e ingrossati all'apice), mentre la superficie (liscia o appena rugosa) è provvista di 8 - 10 coste che nella parte apicale confluiscono in un orlo anulare. Il colore degli acheni è scuro (bruno-nerastro). Il pappo è formato 20 a 80 setole biancastre (o giallastre) semplici disposte su due serie (quelle interne sono più lunghe e più rigide, quelle esterne sono fragili). Dimensione degli acheni 3,5 mm.

## Biologia
Impollinazione: l'impollinazione avviene tramite insetti (impollinazione entomogama tramite farfalle diurne e notturne).

Riproduzione: la fecondazione avviene fondamentalmente tramite l'impollinazione dei fiori (vedi sopra).

Dispersione: i semi (gli acheni) cadendo a terra sono successivamente dispersi soprattutto da insetti tipo formiche (disseminazione mirmecoria). In questo tipo di piante avviene anche un altro tipo di dispersione: zoocoria. Infatti gli uncini delle brattee dell'involucro si agganciano ai peli degli animali di passaggio disperdendo così anche su lunghe distanze i semi della pianta.

## Distribuzione e habitat
La distribuzione delle specie di questo gruppo è fondamentalmente alpina occidentale con habitat tipo ghiaie e pendii sassosi.

## Tassonomia
La famiglia di appartenenza di questa voce (Asteraceae o Compositae, nomen conservandum) probabilmente originaria del Sud America, è la più numerosa del mondo vegetale, comprende oltre 23.000 specie distribuite su 1.535 generi, oppure 22.750 specie e 1.530 generi secondo altre fonti (una delle checklist più aggiornata elenca fino a 1.679 generi). La famiglia attualmente (2021) è divisa in 16 sottofamiglie.

### Filogenesi
Il genere di questa voce appartiene alla sottotribù Hieraciinae della tribù Cichorieae (unica tribù della sottofamiglia Cichorioideae). In base ai dati filogenetici la sottofamiglia Cichorioideae è il terz'ultimo gruppo che si è separato dal nucleo delle Asteraceae (gli ultimi due sono Corymbioideae e Asteroideae). La sottotribù Hieraciinae fa parte del "quinto" clade della tribù; in questo clade è posizionata alla base ed è "sorella" al resto del gruppo comprendente, tra le altre, le sottotribù Microseridinae e Cichoriinae. Il genere  Hieracium (insieme al genere Pilosella) costituisce il nucleo principale della sottotribù Hieraciinae e formano (insieme ad altri generi minori) un "gruppo fratello" posizionato nel "core" delle Hieraciinae.
Il genere Hieracium è un genere estremamente polimorfo con maggioranza di specie apomittiche. Di questo genere sono descritte circa 1000 specie sessuali e oltre 3000 specie apomittiche, delle quali circa 250 e più sono presenti nella flora spontanea italiana.
I caratteri distintivi per il genere Hieracium sono:
- le piante non sono tutte vischiose;
- i fusti e le foglie hanno peli semplici o ghiandolari;
- i capolini sono numerosi;
- il colore dei fiori in genere è giallo carico;
- i rami dello stilo sono lunghi;
- le coste dell'achenio confluiscono in un anello;
- il pappo è formato da due serie di setole.

Le specie di questo genere, provviste di molte sottospecie, formano degli aggregati o sezioni con diverse specie incluse, altre sono considerati "intermediare" (o impropriamente ibridi in quanto queste specie essendo apomittiche non si incrociano e quindi non danno prole feconda) con altre specie. A causa di ciò si pongono dei problemi di sistematica quasi insolubili e per avere uno sguardo d'insieme su questa grande variabilità può essere necessario assumere un diverso concetto di specie. Qui in particolare viene seguita la suddivisione in sezioni del materiale botanico così come sono elencate nell'ultima versione della "Flora d'Italia".
La sezione  H. sect. Thapsoidea  (sezione IX) comprende specie alpine con un centro di differenziazione nelle Alpi Occidentali che si estende fino agli Appennini meridionali. I caratteri distintivi per le specie di questa sezione sono:
- i peli ghiandolari sono scarsi, più comuni sono quelli semplici dentati e piumosi (ma non feltriformi);
- il tipo delle piante è variabile da hypofillopode fino a fillopode;
- il colore verde delle foglie è sempre visibile;
- le foglie cauline, da 3 a 8, hanno delle forme da ampiamente a strettamente ellittiche con base da arrotondata a semiamplessicaule;
- il colore degli acheni è scuro (bruno-nerastro).

### Specie della flora italiana
Nella flora spontanea italiana, per la sezione di questa voce, sono presenti le seguenti specie:
Specie principale. Hieracium verbascifolium  Vill., 1812 - Sparviere con foglie di verbasco: in caratteri di questa pianta sono intermedi tra la specie H. tomentosum e la specie H. prenanthoides; l'altezza massima della pianta è di 30 – 50 cm (massimo 70 cm); il ciclo biologico è perenne; la forma biologica è emicriptofita scaposa (H scap); il tipo corologico è Ovest Alpico; l'habitat tipico sono le ghiaie, i pendii sassosi e i lariceti; in Italia è una specie rara e si trova nelle Alpi Occidentali fino ad una quota compresa tra 1.500 e 2.100 m s.l.m..
Specie secondarie collegate a Hieracium verbascifolium:
| Specie                                           | Caratteri                                       | Habitat                     | Distribuzione italiana            | sottospecie in Italia |
| ------------------------------------------------ | ----------------------------------------------- | --------------------------- | --------------------------------- | --------------------- |
| Hieracium digeneum Burnat & Gremli, 1883[23]     | Intermedi tra H. amplexicaule e H. tomentosum   | Pendii sassosi alpini       | Monte Toraggio - Molto rara       |                       |
| Hieracium coronariifolium Arv.-Touv., 1873[24]   | Intermedi tra H. tomentosum e H. verbascifolium | Pendii sassosi alpini       | Val Susa - Molto rara             |                       |
| Hieracium argothrix Nägeli & Peter, 1889[25]     | Intermedi tra H. tomentosum e H. valdepilosum   | Pendii e pascoli alpini     | Triora - Molto rara               | 4                     |
| Hieracium lychnioides Arv.-Touv., 1880[26]       | Intermedi tra H.verbascifolium e H. monnieri    | Pendii alpini e lariceti    | Colle del Monginevro - Molto rara |                       |
| Hieracium monregalense Burnat & Gremli, 1883[27] | Intermedi tra H. tomentosum e H. jurassicum     | Pendii alpini e cespuglieti | Garessio - Rara                   | 4                     |